# Accolade
Pour les articles homonymes, voir Accolade (homonymie).
L'accolade est un signe de ponctuation. Elle structure le texte en délimitant des groupes d'éléments. Dans le corps des textes, les accolades sont le plus souvent utilisées par paires, une ouvrante et une fermante { }. Dans les textes bi-directionnels, il faut regarder les accolades dans le sens de la lecture :
- une { (accolade ouvrante);
- ou une } (accolade fermante).

## Mathématiques
En mathématiques, une paire d'accolade est utilisée :
- pour délimiter un ensemble :
  - soit en compréhension : {\displaystyle \{x\in E\,|\,P(x)\}}
  - soit en extension : {\displaystyle \{a,b,c\}},

- pour délimiter une liste non ordonnée, autrement dit une combinaison avec répétitions, contrairement aux parenthèses qui délimitent une liste ordonnée,

- comme des parenthèses dans les calculs,
- pour définir la partie fractionnaire.

Une accolade ouvrante est utilisée pour réunir des équations dans un système. 

## Architecture
Une accolade est un faux-arc (car constitué d'un unique linteau monolithique) en forme d'accolade horizontale, typique de la période gothique.

## Informatique
Dans les langages de programmation inspirés du C, comme C++, C#, Java, JavaScript, PHP, etc., les accolades sont utilisées pour délimiter un bloc de code (notamment dans les instructions de contrôle et pour le corps des fonctions). De même, dans le langage LaTeX, les accolades servent à identifier les différents types d'environnements.
Dans la syntaxe de MediaWiki, les accolades ont deux emplois :
- Pour l'utilisation d'un modèle dans la fenêtre des modifications : on utilise {{ pour ouvrir le modèle, on indique le nom du modèle, les paramètres, puis on referme le modèle avec }}.
- Pour la programmation de modèles : dans le script du modèle, l'utilisation de {{{ correspond à un début de paramètre, et }}} à la fin de celui-ci.

Les accolades sont également utilisées dans le langage de mise en page CSS pour définir les règles associées à un élément.

## Musique
En musique, une accolade est utilisée pour joindre deux portées jouées par le même instrument à clavier (piano, orgue), la harpe ou la marimba par exemple.
L'accolade est toujours située à gauche des portées.

L'accolade relie les deux portées qui doivent être jouées conjointement